# Torsten Ankert
Torsten Ankert (* 22. Juni 1988 in Essen) ist ein deutscher Eishockeyspieler, der zuletzt bis zum Ende der Saison 2024/25 bei der Düsseldorfer EG aus der Deutschen Eishockey Liga (DEL) unter Vertrag gestanden und dort auf der Position des Verteidigers gespielt hat. Zuvor war Ankert bereits für die Kölner Haie, mit denen er insgesamt dreimal Vizemeister wurde, Grizzlys Wolfsburg, Krefeld Pinguine und Iserlohn Roosters in der DEL aktiv.

## Karriere
Ankert begann mit dem Eishockey bei den Moskitos Essen, durchlief dort durch die Jugendmannschaften und wechselte 2003 in den Nachwuchs der Kölner Haie. Seine erste komplette Spielzeit für die DNL-Mannschaft des KEC spielte der Rechtsschütze in der Saison 2003/04. Auch die folgenden zwei Jahre kam er für das Nachwuchsteam der Haie zum Einsatz. In der Hauptrunde der Spielzeit 2005/06 bestritt er zudem seine ersten Partien in der Deutschen Eishockey Liga (DEL), wo er auch in den Playoffs beim KEC eingesetzt wurde. In der Saison 2006/07 spielte er einen Großteil beim KEC und wurde nur sporadisch per Förderlizenz bei den Ratinger Ice Aliens beziehungsweise Moskitos Essen eingesetzt. Im Folgejahr spielte er neben den Haien auch mit Förderlizenz beim Zweitligisten Heilbronner Falken.
Später entwickelte er sich zum Stammspieler bei den Haien und kam in insgesamt zwölf DEL-Jahren für die Kölner auf knapp 600 Spiele in Deutschlands Eliteklasse. Im Sommer 2017 verließ er die Domstädter, nachdem er dort seinen Stammplatz verloren hatte, und schloss sich den Grizzlys Wolfsburg an. Bereits kurz nach Saisonbeginn verletzte er sich jedoch am 5. Oktober 2017 im Spiel bei den Augsburger Panthern an der Schulter und fiel nach einer Operation lange aus. Am 10. Oktober 2018 verließ er die Grizzlys Wolfsburg in Richtung Krefeld Pinguine und war dort Mannschaftskapitän. Zum 1. Dezember 2020 wechselte er innerhalb der DEL zu den Iserlohn Roosters, wo er ebenfalls das Amt des Mannschaftskapitäns übernahm. Nach der Spielzeit 2022/23 verließ der Abwehrspieler den Klub und wechselte daraufhin zur Düsseldorfer EG. Am Ende der Saison 2024/25 stieg Ankert mit der DEG in die DEL2 ab.

### International
Sein Debüt in einer Auswahlmannschaft des Deutschen Eishockey-Bundes feierte Ankert 2005 bei der U18-Weltmeisterschaft, wo er mit dem deutschen Team den Klassenerhalt schaffte. Er kam auch bei der U18-Junioren-Weltmeisterschaft 2006 und der U20-Junioren-Weltmeisterschaft der Division I 2008, als er die beste Plus/Minus-Bilanz des Turniers aufwies, zum Einsatz.
Mit der deutschen A-Nationalmannschaft nahm Ankert an den Weltmeisterschaften 2013, 2014 und 2016 teil.

## Erfolge und Auszeichnungen
- 2008 Deutscher Vizemeister mit den Kölner Haien
- 2013 Deutscher Vizemeister mit den Kölner Haien
- 2014 Deutscher Vizemeister mit den Kölner Haien

### International
- 2008 Aufstieg in die Top-Division bei der U20-Weltmeisterschaft der Division I, Gruppe A
- 2008 Beste Plus/Minus-Bilanz bei der U20-Weltmeisterschaft der Division I, Gruppe A

## Karrierestatistik

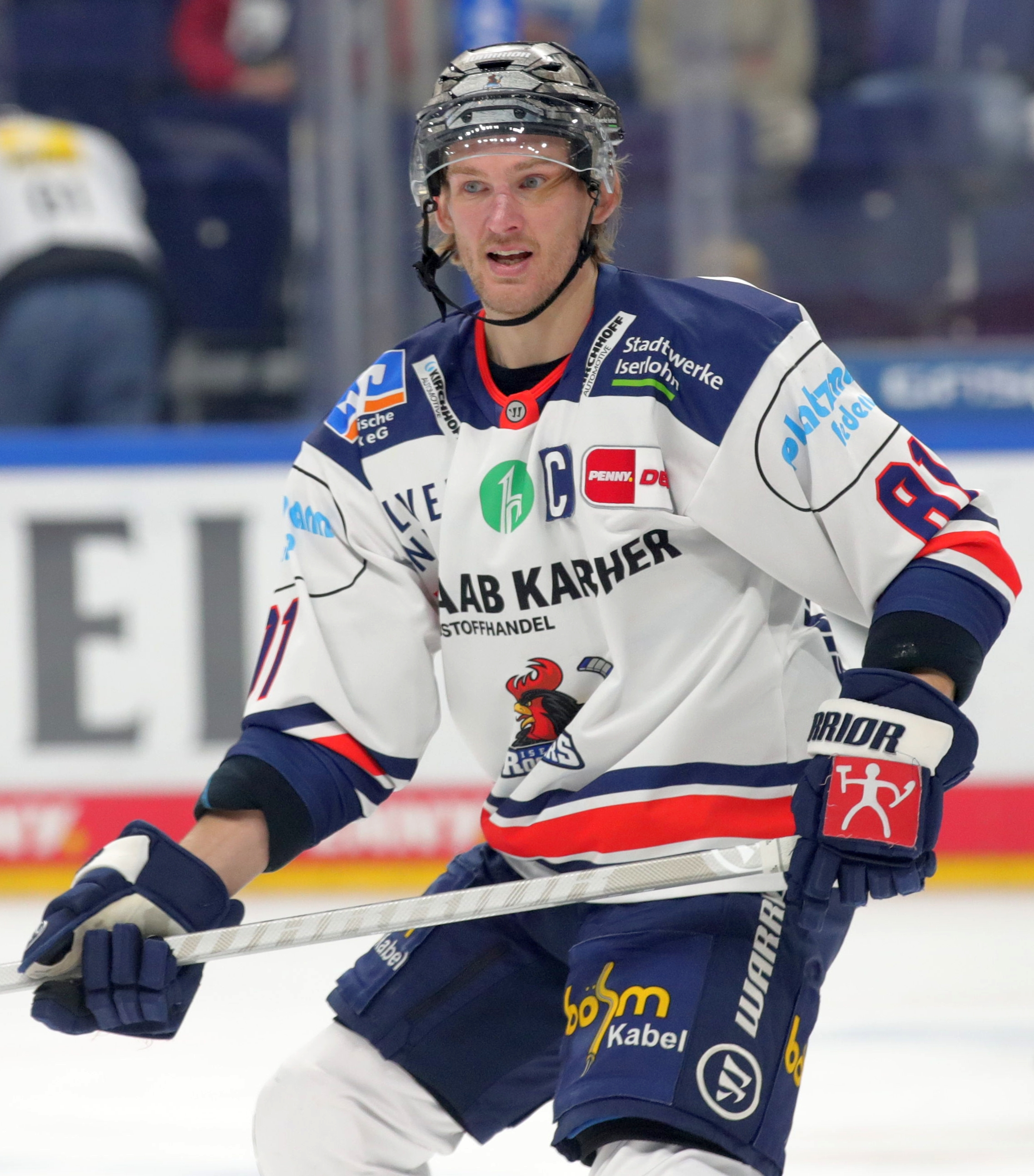
Ankert im Trikot der Iserlohn Roosters (2023)

Stand: Ende der Saison 2024/25

### International
Vertrat Deutschland bei:
| - World U-17 Hockey Challenge 2005 - U18-Junioren-Weltmeisterschaft 2005 - U18-Junioren-Weltmeisterschaft 2006 - U20-Junioren-Weltmeisterschaft der Division I 2008 | - Weltmeisterschaft 2013 - Weltmeisterschaft 2014 - Weltmeisterschaft 2016 |

(Legende zur Spielerstatistik: Sp oder GP = absolvierte Spiele; T oder G = erzielte Tore; V oder A = erzielte Assists; Pkt oder Pts = erzielte Scorerpunkte; SM oder PIM = erhaltene Strafminuten; +/− = Plus/Minus-Bilanz; PP = erzielte Überzahltore; SH = erzielte Unterzahltore; GW = erzielte Siegtore; 1 Play-downs/Relegation; Kursiv: Statistik nicht vollständig)